# Varvtalsregulator
Varvtalsregulatorer är en anordning som reglerar rotationshastigheten på maskiner med elmotorer eller förbränningsmotorer.
För att reglera varvtalet på en likströmsmotor reglerar man strömstyrkan.
För att reglera varvtalet på växelströmsmotor reglerar man växelspänningsfrekvensen.